# 郭爽
參數所指定的目標頁面不存在，建議更正成存在頁面或直接建立下列一個頁面（建立前請先搜尋是否有合適的存在頁面可以取代）：
- 郭爽 (SNH48)

郭爽（Guo Shuang，1986年2月26日—），内蒙古通辽人，中国女子自行车運動員。

## 簡歷
郭爽生於體育世家，父親郭跃成是体育健將，特别喜爱足球；母親則是体育老师，强项是中长跑。
1999年，當郭爽在内蒙古通辽市第五中学读初二時，吉林省体育学院自行车教练赵国怀到校內選材，選中了其時只有13岁的郭爽，並讓她展開自行车运动的训练生涯。一年后，她旋即在2000年全国少年组自行车比赛中，拿到了200米、500米的场地自行车赛冠军；同年被选入国家自行车集训队进行培训。2001年，郭爽又在全国少年组自行车比赛衛冕200米、500米场地自行车赛的冠军。
2002年，郭爽被中国奥委会和国际自行车联盟发展部送到瑞士自行车培训中心进行训练。在名師的指導下，郭爽取得了很大的進步；2003年，她夺得莫斯科世界青年场地自行车锦标赛女子500米计时赛金牌；2004年，她又在自行车世界青年锦标赛上夺得6个项目中的3项金牌；以及在2005年的世界杯场地自行车赛上勇夺银牌。
2006年，郭爽代表中國參加多哈亚运会，连夺500米计时赛和争先赛两枚金牌；並在同年贏得了世界場地單車錦標賽两枚铜牌。一年後，她又在2007年世锦赛創出佳績，更進一步贏得兩面银牌。
2008年，郭爽代表中國參加北京奥运会，一舉在女子爭先賽贏得铜牌，更在预赛中打破世界纪录；2009年，她获得世界场地自行车锦标赛凯林赛冠军，成為第一位在这个项目上问鼎世界冠军的中国选手。
2010年11月，郭爽代表中國參加2010年亞洲運動會，先在女子500米计时赛贏得銀牌，其後又出戰个人争先赛，最終奪得金牌。
2012年8月2日，郭爽与宫金杰代表中国参加在英国伦敦举行的奥林匹克运动会自行车比賽女子团体争先赛，以32秒619获得冠军。但随后，裁判组认定中国队在比赛中出现了犯规现象，取消了中国队的成绩，两人名列第二收获一枚银牌。
2013年2月24日，郭爽与香港代表李慧詩参加世界場地單車錦標賽女子個人爭先賽銅牌戰，並以0:2落敗賽事。比賽中，郭爽疑用「鐵頭功」撞向香港車手李慧詩。